# Arlette Higounet-Nadal
Pour les articles homonymes, voir Nadal.
Arlette Higounet-Nadal, née Arlette Nadal le 15 mai 1912 à Toulouse et morte le 13 octobre 2009 à Villenave-d'Ornon, est une historienne médiéviste française.
Elle est une spécialiste de démographie historique et d'histoire du Sud-Ouest de la France, en particulier du Périgord au Moyen Âge tardif.

## Biographie
Arlette Nadal, née le 15 mai 1912 à Toulouse, est ingénieur de recherche au CNRS.
Mariée à l'historien médiéviste Charles Higounet, elle signe ses publications Arlette Higounet-Nadal.

### Démographie historique de Périgueux
Arlette Higounet-Nadal soutient une thèse de troisième cycle sur les sources démographiques médiévales de Périgueux, publiée en 1965 sous le titre Les comptes de la taille et les sources de l'histoire démographique de Périgueux au XIVe siècle,, et distinguée l'année suivante par une médaille de l'Académie des inscriptions et belles-lettres.
C'est un travail préparatoire à l'étude proprement dite de ces sources, auxquelles Arlette Higounet-Nadal consacre sa thèse d'État, soutenue en juin 1977 à l'université Paris-IV.
Arlette Higounet-Nadal publie cette thèse d'État en 1978, amputée des chapitres d'histoire sociale, sous le titre Périgueux aux XIVe et XVe siècles. Après une description archéologique de la ville de Périgueux à la fin du Moyen Âge, cet ouvrage s'intéresse à la population de la ville, reconstituée à partir de listes fiscales qui permettent de constituer un fichier des habitants. Par cette méthode, selon Jacques Dupâquier, elle « ouvre une voie nouvelle ». Arlette Higounet-Nadal cherche notamment à retracer l'évolution du nombre d'habitants, à une époque marquée par les crises. Elle souligne également l'importance numérique des populations mobiles.
Selon David Herlihy, « This large and hansome book is the product of a prodigious labor ». Jacques Dubois estime que « cette étude de démographie dépasse largement le cadre d'une histoire locale fort attachante ». Susanne F. Roberts exprime une opinion similaire : « this study is a significant contribution to medieval demography ».
Les chapitres d'histoire sociale de la thèse d'État sont publiés en 1983 dans un ouvrage séparé, intitulé Familles patriciennes de Périgueux à la fin du Moyen Âge.

### Autres études
La même année, Arlette Higounet-Nadal dirige un ouvrage collectif consacré à l'histoire du Périgord, dans la collection d'histoire urbaine et régionale publiée par les Éditions Privat. Elle en rédige les chapitres consacrés au Moyen Âge. Elle participe au premier tome de l'Histoire de la population française dirigée par Jacques Dupâquier, paru en 1988, dans lequel elle rédige deux chapitres,. Elle publie également de nombreux articles dans des revues académiques.
Après la mort de son mari Charles Higounet en 1988, Arlette Higounet-Nadal poursuit la tâche d'édition du cartulaire de l'abbaye de La Sauve-Majeure qu'il avait entreprise. Ce travail aboutit en 1996 à la publication du recueil Le Grand Cartulaire de la Sauve-Majeure, outil de travail concernant cette abbaye et l'histoire rurale,,,. Cet ouvrage reçoit le prix Gobert 1997 décerné par l'Académie des inscriptions et belles-lettres.

### Pionnière
Si sa thèse a été rédigée sans utiliser l'outil informatique, grâce auquel, selon Jacques Dupâquier, elle aurait sans doute pu mieux tirer parti de ses sources, Arlette Higounet-Nadal commence à se servir d'ordinateurs dès 1980, créant, avec Claudine Billot, un fichier des migrants à la fin du Moyen Âge.
En 1982, Arlette Higounet-Nadal est la première femme à entrer au comité de rédaction de la revue Annales de démographie historique. Elle est également la première femme élue à l'Académie nationale des sciences, belles-lettres et arts de Bordeaux, en 1990.
Arlette Higounet-Nadal meurt le 13 octobre 2009 à Villenave-d'Ornon, dans le département de la Gironde.

## Hommages et distinctions
- Prix Biguet 1984 de l'Académie française pour Histoire du Périgord[28].
- Présidente d'honneur du comité de rédaction de la revue Annales du Midi à partir de 1988[29].
- Membre de l'Académie nationale des sciences, belles-lettres et arts de Bordeaux à partir de 1990[3].
- Prix Gobert 1997 de Académie des inscriptions et belles-lettres pour Le Grand Cartulaire de la Sauve-Majeure[24].

## Principales publications

### Ouvrages personnels
- Les comptes de la taille et les sources de l'histoire démographique de Périgueux au XIVe siècle, Paris, S. E. V. P. E. N., coll. « École Pratique des Hautes études, 6e section / Démographie et société » (no 9), 1965, 236 p. (ISBN 2-7132-0245-0)[4],[5],[6],[7],[8].
- Périgueux aux XIVe et XVe siècles : Étude de démographie historique, Bordeaux, Fédération historique du Sud-Ouest, 1978, 458 p.[9],[11],[12],[14],[15].
- Familles patriciennes de Périgueux à la fin du Moyen Âge, Paris, éditions du CNRS, 1983, 152 p. (ISBN 9782222031505, lire en ligne)[16].
- Atlas historique des villes de France : Périgueux, Paris, éditions du CNRS, 1984 (ISBN 978-2222034841)[30].

### Ouvrages collectifs
- Arlette Higounet-Nadal (dir.), Histoire du Périgord, Toulouse, Privat, coll. « Pays et villes de France », 1983, 326 p. (ISBN 2-7089-8202-8)[17].
- Arlette Higounet-Nadal, chap. 5 « La croissance urbaine », dans Jacques Dupâquier (dir.), Histoire de la population française, t. 1 : Des origines à la Renaissance, Paris, Presses universitaires de France, 1988, 574 p. (ISBN 978-2130401094, lire en ligne), p. 267-312.
- Arlette Higounet-Nadal, chap. 7 « Le relèvement », dans Jacques Dupâquier (dir.), Histoire de la population française, t. 1 : Des origines à la Renaissance, Paris, Presses universitaires de France, 1988, 574 p. (ISBN 978-2130401094, lire en ligne), p. 367-420[18],[19].
- Charles Higounet, Arlette Higounet-Nadal (dir.) et Nicole de Pena (collaboration), Le Grand cartulaire de La Sauve Majeure, Bordeaux, Fédération Historique du Sud-Ouest, coll. « Études et documents d'Aquitaine » (no 8), 1996, 1070 p. (ISBN 2-85408-026-2)[20],[21],[22],[23].